# 1988 год в телевидении
Список 1988 год в телевидении описывает события в мире телевидения, произошедшие в 1988 году.

## События
- Создана телекомпания «Авторское телевидение».
- На Ленинградской программе ЦТ вышла в эфир публицистическая программа «Пятое колесо».
- Завершение съёмок телесериала «Государственная граница».

Также для телевидения США были сняты следующие фильмы:
- Бриллиантовая ловушка — детективный фильм об одном гениальном ограблении
- Интрига (фильм) — шпионский детектив
- Фирма (фильм, 1988) — драма по теме футбольного насилия с Гэри Олдманом в главной роли

## Родились
- 23 апреля — Юлия Паршута — российская поп-певица и телеведущая.
- 24 апреля — Юлианна Караулова — российская поп-певица и телеведущая.
- 29 апреля — Елена Абитаева — российская радиоведущая и телеведущая.
- 12 мая — Светлана Милорадова — российская телеведущая.
- 6 июня — Ольга Аржанцева — российская телеведущая.
- 11 июля — Екатерина Малашенко — российская телеведущая.